# Cliff Parisi
Cliff Parisi (Clifford R Manley nacido el 24 de mayo de 1960) es un actor británico de ascendencia italiana, conocido por sus funciones como Minty Peterson en la telenovela de la EastEnders BBC y Fred Buckle en la obra de periódica Call the Midwife de la BBC. En 2019, participó en la decimonovena temporada de nineteenth series of I'm a Celebrity...Get Me Out of Here!. 

## Carrera
Parisi empezó su carrera en 1982 cuándo  empiece visitar el Reino Unido como comediante de stand-up. Continuo trabajar como comediante de stand-up para un más lejano siete años antes de ser convocado en la 1989 Queen of Hearts. Parisi entonces apareció en series televisivas como The Bill, Chancer, Kavanagh QC, Bramwell y A Prince Among Men. Él entonces audicionó para el personaje de Minty Peterson en la telenovela de la BBC EastEnders. Su historia en la serie implicó formar una amistad cercana con Garry Hobbs (Ricky Groves) y encontrando el amor con el personaje establecido Heather Trott (Cheryl Fergison) y Manda Best (Josie Lawrence). Hizo su aparición final el 21 de septiembre de 2010.
En 2012, Parisi filmó una personaje de huésped en la telenovela Hollyoaks del Canal 4, actuando el personaje de Walt. Él también protagonizado como huésped en la obra Hustle de la BBC , actuó el personaje de Arnie. Desde 2012, Parisi ha protagonizado en la obra de periodo Call the Midwife de la BBC, apareciendo como Fred Buckle. En 2014, apareció en ell quinto y serie final de la sitcom británica  Outnumbered, tan  Ed Encuesta. En 2019, participó en la decimonovena serie deI'm a Celebrity...Get Me Out of Here! y fue le tercer contendiente en salir del programa.

## Vida personal
Parisi tiene cuatro niños, uno con su socia, productora de la BBC Tara Wyer, y tres de relaciones anteriores.
Cuando tenía 19, fue encarcelado por participar en un robo de banco y fue sentenciado a 18 meses en prisión.

## Filmografía
- - Queen of Hearts (1989) - Manager
  - A Bit of Fry & Laurie (1990)
  - Can You Hear Me Thinking? (1990) - Biker
  - KYTV (1990, 1993)
  - Chancer (1990) - Lunchbox
  - The Pleasure Principle (1991) - Police Officer
  - Boon (1991) - John Preston
  - The Guilty (1992) - Cliff
  - Gone to Seed (1992) - Robin
  - Sean's Show (1992) - Police Officer
  - The Darling Buds of May (1993) - Bill Jackson
  - The Upper Hand (1993) - Gary
  - Bermuda Grace (1994) - Gary Foster
  - London's Burning (1994) - Mickey Wright
  - Drop the Dead Donkey (1994) - Paramedic
  - Under the Moon (1995) - Clifford
  - N7 (1995) - Alvin
  - Kavanagh QC (1995–2001) - Tom Buckley
  - Bramwell & Bramwell II (1995–1996) - Daniel Bentley
  - Glam Metal Detectives (1995) - Security Guard
  - Pie in the Sky (1996) - Inspector Dave Smith
  - A Prince Among Men (1997) - Dave Perry
  - The Man Who Knew Too Little (1997) - Uri
  - Our Boy (1997) - Jeff
  - The Saint (1997) - Pub Waiter
  - Paul Merton in Galton and Simpson's... (1997) - Sprott
  - Kiss Me Kate (1998) -  Tony
  - From Hell (2001) - Bartender
  - Hot Money (2001) - Bob Hoodless
  - Casualty (2000) - Paul Farrell
  - Sunburn (2000) - Reggie Roach
  - EastEnders (2002–2010) - Minty Peterson
  - Helen West (2002)
  - Bedtime (2002)
  - Waking the Dead (2003) - Tony King
  - The Bill (2003) - Anthony Spall
  - Hustle (2012) - Arnie
  - Call the Midwife (2012–present) - Fred Buckle
  - Hollyoaks (2012) - Walt
  - Outnumbered (2014) - Ed Poll
  - Plebs (2014) - Fulvio
  - I'm a Celebrity...Get Me Out of Here! (2019) – Himself
  - All Those Small Things (2021) - Nick